# Georg Teschner
Georg Teschner (* 15. Juli 1888 in Eckersberg; † 23. Dezember 1978 in Bruck an der Mur) war ein deutscher Offizier, zuletzt Generalmajor der Luftwaffe im Zweiten Weltkrieg.

## Leben
Teschner wurde nach seiner Erziehung im Kadettenkorps am 19. März 1908 als Leutnant in das Grenadier-Regiment „König Friedrich der Große“ (3. Ostpreußisches) Nr. 4 der Preußischen Armee überwiesen. Mit diesem Regiment nahm er am Ersten Weltkrieg teil, in dessen Verlauf er am 16. September 1917 zum Hauptmann befördert wurde. Nach Kriegsende war Teschner kurzzeitig bei einem Freikorps tätig, bevor er aus dem Militärdienst ausschied. Im September 1919 trat er zur Schutzpolizei Königsberg über.
Während des Zweiten Weltkriegs war Teschner ab 1. November 1940 Generalmajor und kommandierte vom 20. September 1943 an die 1. Luftschutz-Brigade. Diese war bei Ploesti in Rumänien stationiert und hatte die Aufgabe, die dortigen für die deutsche Kriegsführung wichtigen Ölförderanlagen gegen die Luftangriffe vor Ort zu sichern. Am 5. September 1944 geriet Teschner dabei in sowjetische Kriegsgefangenschaft.
Auf der Liste einer Gruppe von 50 deutschen Generalen, die in der UdSSR den vom 8. Dezember 1944 datierenden Aufruf An Volk und Wehrmacht unterzeichneten, in welchem die deutsche Bevölkerung und die Wehrmacht zur Trennung von der NS-Führung sowie zur Beendigung des Krieges aufgefordert wurden, steht Teschner auf Platz 26.